# Plaza del Castillo (Varsovia)

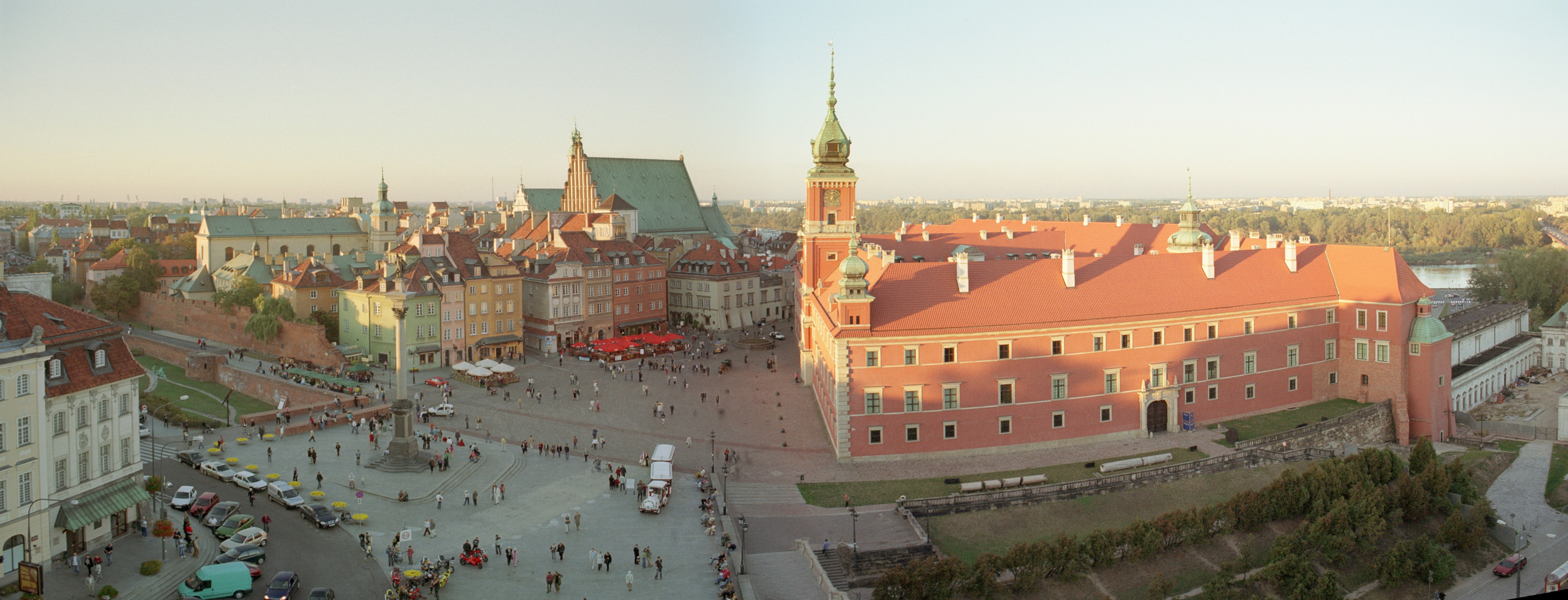
La Plaza del Castillo con la Columna de Segismundo (izquierda), Castillo Real (centro) y el centro histórico y la Catedral de San Juan (arriba)

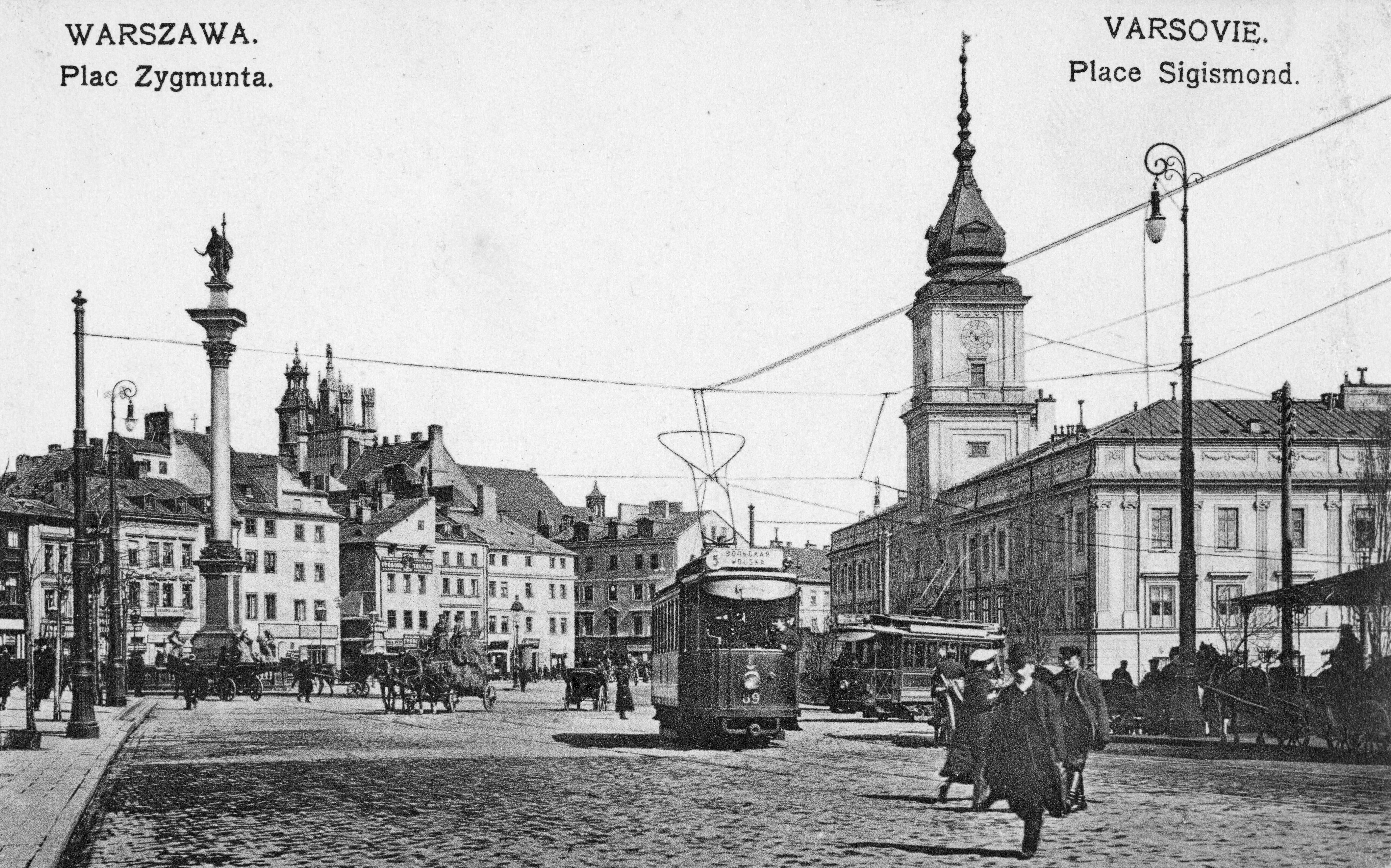
La Plaza del Castillo en 1910

La Plaza del Castillo de Varsovia (en polaco: plac Zamkowy w Warszawie) es una plaza histórica situada frente al Castillo Real, antigua residencia oficial de los reyes de Polonia. Es un lugar de encuentro popular para los turistas y los residentes. La plaza, que tiene aproximadamente forma triangular, contiene la Columna de Segismundo al sudoeste, y está rodeada por casas históricas. Marca el comienzo de la bulliciosa Ruta Real, que se extiende hacia el sur.

## Historia
La columna al rey Segismundo III Vasa fue construida en 1644. Es el monumento más antiguo de la ciudad, y fue obra de Clemente Molli. En el lado este de la plaza está el Castillo Real, reconstruido tras la devastación de la Segunda Guerra Mundial. Era antiguamente la residencia de los duques de Mazovia, posteriormente de los reyes de Polonia y los grandes duques de Lituania desde el siglo XVI hasta el siglo XVIII. Fue bombardeado y volado por los nazis durante la Segunda Guerra Mundial. En 1949 se conectó la plaza mediante escaleras mecánicas a la recientemente creada Ruta W-Z, que pasa bajo la plaza en un túnel. También se construyó un viaducto (que conduce al Puente de Silesia-Dąbrowski) en sustitución del viaducto Pancer, destruido en la Segunda Guerra Mundial. En 1907 se había modernizado el viaducto para que pasaran tranvías eléctricos, lo que hicieron menos de un año después.
Esta plaza ha sido el escenario de muchas escenas dramáticas de la historia de Polonia. Hubo manifestaciones patrióticas antes del estallido del Levantamiento de Enero. El 27 de febrero de 1861 balas rusas mataron a cinco personas. El 8 de abril de 1861 cinco rotte de infantería y dos tropas de caballería rusa (unas 1300 personas), dirigidos por el General Stiepan Aleksandrowicz Chrulew, realizaron una sangrienta masacre de civiles, que se saldó con más de cien muertos.
Durante la ley marcial la plaza fue el escenario de brutales disturbios, con la policía ZOMO abriéndose paso a través de las manifestaciones el 3 de mayo de 1982.

## Eventos
La plaza es un lugar popular entre turistas y residentes, que se reúnen para ver artistas callejeros, participar en manifestaciones, ver conciertos o realizar breakdance. En 1997, el Presidente de los Estados Unidos Bill Clinton pronunció un discurso en la plaza dando la bienvenida a Polonia como miembro de la OTAN.
La Plaza del Castillo albergó la exposición de los Osos Buddy en verano de 2008. Consiste en un conjunto de 140 esculturas de dos metros de altura, cada una diseñada por un artista diferente, que recorren el mundo como símbolo del entendimiento cultural, la tolerancia y la confianza mutua. Según datos oficiales, la visitaron más de 1,5 millones de personas.